# Flávia Gasi
Flávia Gasi (19 de agosto de 1981) é uma jornalista, escritora e pesquisadora acadêmica brasileira. Chegou a começar o curso de Psicologia, mas, por influência dos amigos Pablo Miyazawa e Ronny Marinoto, mudou para a Graduação em Jornalismo na Pontifícia Universidade Católica de São Paulo (PUC-SP), formando-se em 2006. Como jornalista, tornou-se especializada em reportagens sobre videogames e demais assuntos relacionados a cultura pop, trabalhando em veículos como IGN Brasil e UOL. Também é cofundadora do blog Garotas Geeks e cocriadora do selo literário Bast! Editorial, focado em publicar mulheres e minorias.
Entre 2010 e 2011, Flávia cursou o Mestrado em Comunicação e Semiótica da PUC-SP. Sua dissertação foi base para o livro Videogames e Mitologia: a poética do imaginário e dos mitos gregos nos jogos eletrônicos, publicado em 2013 pela Marsupial Editora. Também concluiu o Doutorado na mesma instituição.
Em 2019, Flávia escreveu a HQ Crônicas de Minas Gamedevs, ilustrada por Kaol Porfírio e publicada pelo selo editorial Bast!, ligado à editora Jambô. O livro traz diversas histórias curtas sobre mulheres ligadas à indústria de jogos eletrônicos e as dificuldades pelas quais passam nesse mercado.
Em 2022, Flávia ganhou o Prêmio Angelo Agostini de melhor lançamento independente pelo livro Não Ligue, Isso É Coisa de Mulher!, produzido em parceria com diversas quadrinistas brasileiras.